# 于鵠
鵠（747年—821年），唐朝诗人。
天寶六載（747年）出生。早年隐居沔州漢陽（今屬武漢市），贞元六年（790年）曾在荆南節度使樊澤幕內任從事。與张籍友好。工於詩，作品多描写隐逸生活。元和末年卒，张籍有诗哭之。有詩一卷已佚。